# Raes Junction
Raes Junction est un petit village de la région d’Otago , situé dans l’Île du Sud de la Nouvelle-Zélande.

## Situation
Il est localisé à l’intersection de la route State Highway 8/S H 8 (en) et de la route State Highway 90/ S H 90 (en), dans la partie inférieure de l’Île du Sud. 
Les routes nationales, qui se rejoignent au niveau de la jonction sont les principales routes allant vers la vallée du fleuve Clutha et pour les voyageurs se rendant respectivement à Dunedin et à Invercargill.
La ville de ‘Raes Junction’ est localisée à 62 kilomètres par la route de la ville de Milton, à 67 km de la ville de Gore, et 72 km de la ville d’Alexandra.
La jonction siège à trois kilomètres vers le sud du fleuve  Clutha. 
La ville la plus proche, qui soit d’une taille significative, est la ville de Lawrence, qui est située à 25 kilomètres vers le sud-est.

## Activité
Bien que le village lui-même soit à peine plus qu’une communauté agricole et horticole, sa localisation à mi-chemin de cette jonction, est ainsi d’une importance régionale considérable, autant que la ville de Beaumont, située à quelque six kilomètres vers le sud-est.

## Population
Le village consiste en environ cinq familles, qui occupent quatre fermes et ce qui est le plus connu: le ‘Raes Junction Hôtel’: qui est en effet un élément caractéristique de la région d’Otago.